# Gekraagde boomgors
De gekraagde boomgors (Poospiza hispaniolensis) is een zangvogel uit de familie Thraupidae (tangaren).

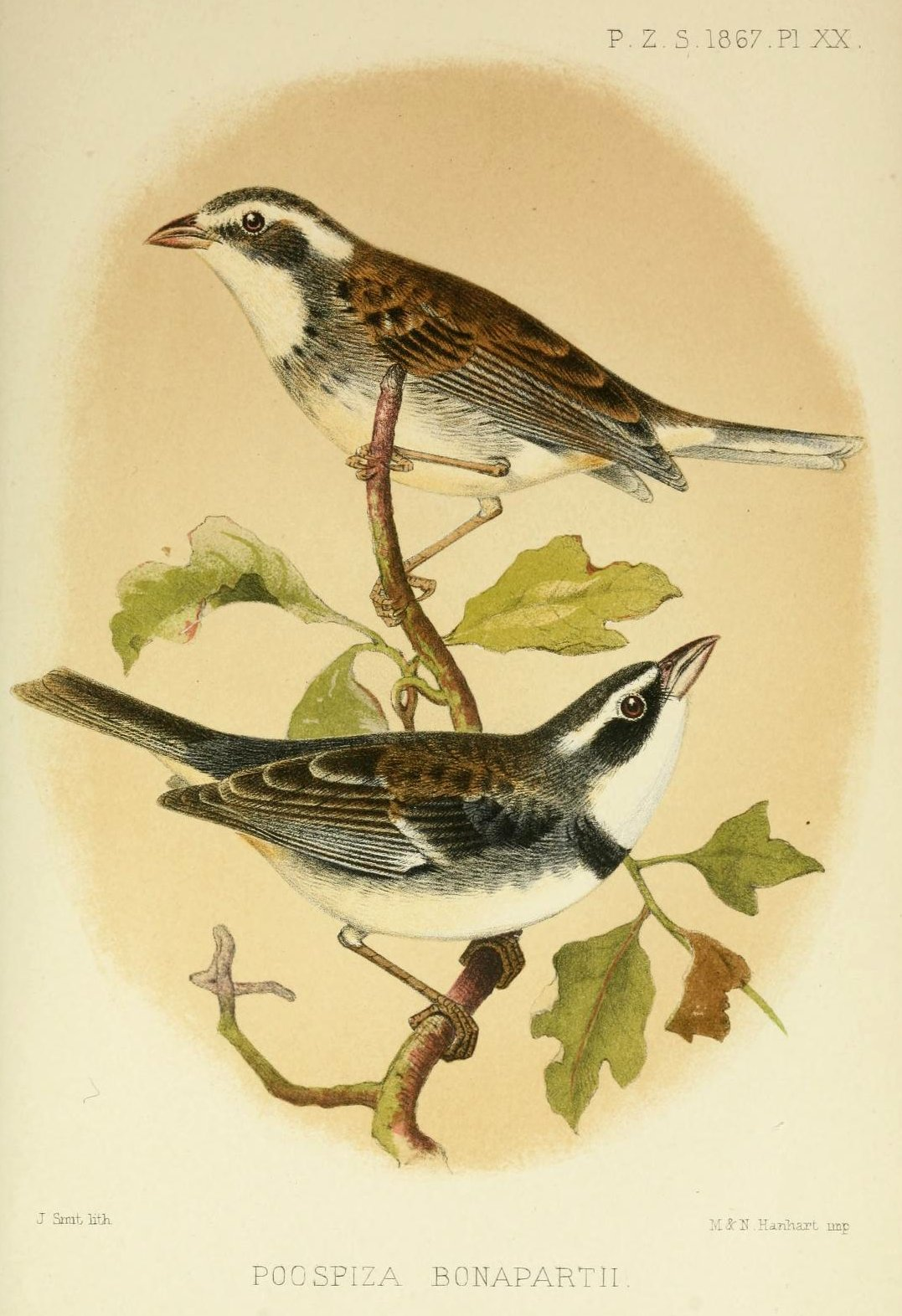

## Verspreiding en leefgebied
Deze soort komt voor in zuidwestelijk Ecuador en westelijk Peru.